# Axel Harries
Axel Andreas Michael Harries (* 19. September 1964 in Freiburg im Breisgau) ist ein deutscher Manager und ehemaliger Mittelstreckenläufer, der sich auf die 800-Meter-Distanz spezialisiert hatte.

## Leben
Harries studierte Wirtschaftsingenieurswesen mit Finanz- und Rechnungswesen an der Hochschule Furtwangen University. Als Trainee der internationalen Nachwuchsgruppe trat er 1994 der damaligen Daimler-Benz AG bei. Zunächst arbeitete er am M-Klasse Projekt der Mercedes-Benz US International Tuscaloosa, Alabama. Von 2003 bis 2008 verantwortete er die Marketing- und Portfoliostrategie von Mercedes-Benz Cars. 2008 wurde er zum Geschäftsführer der Mercedes-Benz Consult Graz GmbH ernannt und leitete zugleich den Produktbereich Geländewagen der Daimler AG. Zwischen 2014 und 2016 leitete der das neustruktierte Qualitätsmanagement von Mercedes-Benz Cars. Am 1. Juni 2016 übernahm er die Leitung der neugegründeten Geschäftseinheit Mercedes-Benz Cars CASE/EVA. Seit dem 1. Juni 2017 ist Harries Vice President Product Management Mercedes-Benz PC & Sales Functions. Zudem ist er Mitglied des Vorstands von ChargePoint und gehört dem Verwaltungsrat von Carwow an.

## Sportliche Karriere
1984 wurde er über 800 Meter Deutscher Meister und nahm im gleichen Jahr an den Olympischen Spielen in Los Angeles teil, schied jedoch im Vorlauf aus. Bei den Leichtathletik-Halleneuropameisterschaften 1985 in Piräus und 1986 in Madrid wurde er jeweils Fünfter.
In der Halle errang er 1985 und 1989 den nationalen Meistertitel und wurde 1987 Vizemeister. Er startete bis 1986 für den TV Furtwangen, danach für das LC Olympiapark München.

### Persönliche Bestzeiten
- 400 m: 47,06 s, 3. Juni 1984, Waiblingen
- 800 m: 1:45,80 min, 21. Juni 1985, Essen
  - Halle: 1:46,41 min, 16. Februar 1985, Dortmund
- 1000 m: 2:19,79 min, 11. August 1985, Pliezhausen